# Décembre 1864

## Événements
- Code pénal et Code civil inspirés du Code Napoléon en Roumanie.

- 6 décembre : 13e amendement, abolissant l'esclavage aux États-Unis.

- 8 décembre : publication de l'encyclique Quanta Cura et du Syllabus. Le pape Pie IX condamne le libéralisme et la société moderne, inspirée par les principes des Lumières.

- 15 décembre : le prince de Roumanie fait proclamer l’autocéphalie de l’Église roumaine. Le patriarche de Constantinople ne l’acceptera qu’en 1885.

- 15 - 16 décembre, États-Unis : l'armée confédérée de Hood est détruite par Thomas près de Nashville.

## Naissances
- 1 décembre : Térésa Pératé, peintre française.
- 8 décembre : Camille Claudel, sculpteur français.
- 10 décembre : Eugène Delâtre, peintre français.
- 14 décembre : Henry Edgarton Allen, homme politique fédéral provenant du Québec
- 31 décembre : Hans am Ende, peintre allemand († 9 juillet 1918).

## Décès
- 8 décembre : George Boole, logicien et mathématicien britannique.